# Marguerite-Thérèse d'Autriche
Pour les articles homonymes, voir Marguerite d'Autriche.
Marguerite-Thérèse d'Autriche, infante d'Espagne, née le 12 juillet 1651 à l'Alcázar royal de Madrid et morte le 12 mars 1673 à Vienne, est infante d'Espagne et archiduchesse d'Autriche. Par son mariage avec Léopold Ier du Saint-Empire elle devient impératrice du Saint-Empire, reine de Germanie, de Bohême et de Hongrie.

## Famille
Elle est la première fille qu'a eue Philippe IV (1605-1665), roi d'Espagne avec sa seconde épouse, Marie-Anne d'Autriche.
Par son père, elle est la petite-fille de Philippe III (1578-1621), roi d'Espagne, et de Marguerite d'Autriche (1584-1611).
Par sa mère, elle est la petite-fille de Ferdinand III du Saint-Empire, empereur du Saint-Empire romain germanique, et de Marie-Anne d'Autriche.
Elle est la sœur de Charles II (1661-1700), roi d'Espagne et de Philippe-Prosper d'Autriche (1657-1661). Elle est aussi la demi-sœur de Marie-Thérèse d'Autriche (1638-1683), épouse de Louis XIV de France, et de Baltazar-Charles d'Autriche (1629-1646).

## A la Cour d'Espagne

### Premières années
Le mariage de ses parents a été fait pour des raisons purement politiques, principalement la recherche d'un nouvel héritier mâle pour le trône espagnol après la mort prématurée de Balthazar-Charles d'Autriche en 1646. Outre lui, l'autre enfant survivant du premier mariage de Philippe IV était l'infante Marie-Thérèse d'Autriche, qui devint plus tard l'épouse du roi Louis XIV. Après Marguerite, entre 1655 et 1661, quatre autres enfants (une fille et trois fils) naquirent du mariage entre Philippe IV et Marianne d'Autriche, mais un seul survécut à l'enfance, le futur roi Charles II. En effet, le mariage de Philippe IV et de Marie-Anne certes politiquement avantageux, est génétiquement désastreux et il causera la fin des Habsbourg d'Espagne.
Marguerite-Thérèse n'a pas développé les problèmes de santé et les handicaps (en raison de l'étroite consanguinité de ses parents) que son jeune frère a depuis sa naissance. Elle était cependant délicate de santé et pendant son enfance, elle est tombée gravement malade. Selon les contemporains, Marguerite-Thérèse était vive et gracieuse. Ses parents et amis proches l'appelaient le « petit ange ». Elle a grandi dans les chambres de la reine à l' Alcazar royal de Madrid entourée de nombreuses servantes et domestiques. L'infante aimait les bonbons, qu'elle cachait constamment aux médecins qui prenaient soin de la santé de ses dents. Le père de Marguerite-Thérèse et son grand-père maternel, l'empereur Ferdinand III, l'aimaient profondément. Dans ses lettres privées, le roi Philippe IV l'appelait « ma joie ». En même temps, elle a été élevée conformément à l'étiquette stricte de la cour de Madrid et a reçu une bonne éducation.

### Le testament de Philippe IV

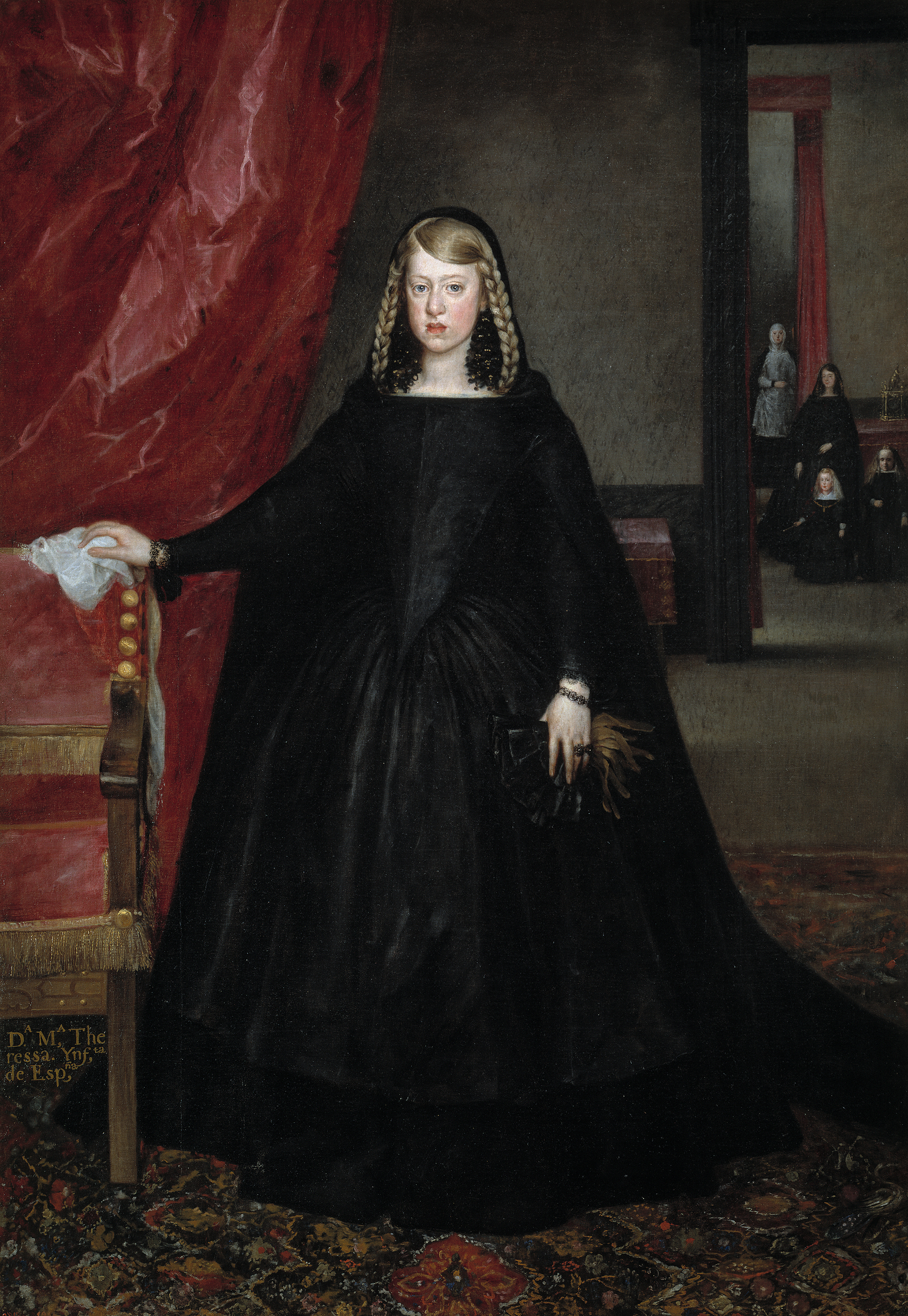
Marguerite-Thérèse d'Autriche en tenue de deuil, juste avant son mariage

Le mariage de Marguerite-Thérèse était d'une importance capitale pour l'avenir de la Monarchie, car le testament de Philippe IV prévoyait sans ambigüité que les infantes pouvaient hériter. Le droit castillan n'excluait pas les femmes de la ligne de succession ni ne les privait de leur droit à monter sur le trône, ce qui avait d'énormes conséquences sur la formulation du testament du roi. Cependant, les héritiers mâles primaient sur les femmes, et les princes héritaient du trône alors que les infantes, au moment de leur mariage à d'autres monarques ou à l'empereur, devaient généralement renoncer à leurs droits de succession.
Les divers cas de figure qui pouvaient se présenter tout au long de la minorité de Charles II obligeaient Philippe IV à prendre beaucoup de précautions. Divers évènements pouvaient survenir : la mort de la reine régente Marie-Anne d'Autriche, celle de Charles II, ou les deux ; la plus importante étant la seconde, qui priverait la monarchie de son héritier universel. Les nombreux héritiers descendant par les femmes de la dynastie Habsbourg, principalement de la branche autrichienne pourraient réclamer le trône.
L'infante Marguerite-Thérèse était la candidate favorite du roi à la succession de la monarchie en cas de décès de Charles II. Elle était promise depuis sa naissance à Léopold Ier, cependant son mariage fut inhabituellement retardé sous le règne de Philippe IV. Les véritables raisons de ce mariage tardif sont à chercher dans la politique internationale de l'époque : la minorité problématique de l'héritier universel, le décès envisageable de ce même héritier, et la lutte acharnée des grandes cours européennes pour obtenir le contrôle des vastes territoires de la Monarchie catholique étaient à prendre en considération. De plus, les noces de l'infante et de l'empereur n'avaient jamais été une certitude, elles correspondaient simplement à la ligne habituelle d'action politique qui n'avait jamais été perçue par Madrid comme une obligation inéluctable. Le comte de Fuensaldaña, ambassadeur d'Espagne en France, a suggéré Marguerite comme une possible épouse pour le roi Charles II d'Angleterre. Cependant, Philippe IV a rejeté cette proposition, répondant que Charles II d'Angleterre devrait chercher une épouse en France.
Le testament de Philippe IV (rédigé en 1665) ne faisait aucune allusion à un hypothétique mariage entre Marguerite et Léopold Ier, ce qui confirme que le roi oubliait volontairement cette promesse nuptiale dans l'espoir qu'en cas de première nécessité sa fille hérite du trône. D'autre part, Philippe IV, dans la clause 21 de son testament stipulait clairement qu'une fille comme un fils pouvait lui succéder : 
« [...]en tant que tutrice de notre fils ou notre fille qui me succèdera elle dirigera et régentera tout mon royaume, en guerre comme en paix, jusqu’à ce que ce fils ou cette fille qui me succèdera ait 14 ans accomplis pour pouvoir gouverner [...] »
Alors qu'à Madrid, le roi Philippe IV gardait sa fille auprès de lui au cas où le problème dynastique viendrait à s'aggraver, à Vienne l'empereur Léopold Ier pressait le mariage avec Marguerite-Thérèse pour trois raisons : la nécessité d'un héritier ; assurer ses prétentions au trône d'Espagne en cas de décès de Charles II, puisque Louis XIV, son grand rival, s'était marié avec la fille aînée de Philippe IV, ce qui faisait de lui le concurrent principal pour la course à la succession ; et enfin raviver les relations entre les deux branches de la Maison d'Autriche qui s'étaient refroidies depuis le milieu du siècle.
Quand Marie-Anne d'Autriche accéda à la régence en septembre 1665, son frère Léopold Ier et ses conseillers virent en elle un bastion essentiel de la politique extérieure de l'Empire. Léopold pensait qu'une fois Marie-Anne au pouvoir, son mariage avec l'infante s'en verrait accéléré mais il n'en fut pas ainsi. Le fait que Philippe IV n'ait pas mentionné son engagement à Marguerite-Thérèse l'obligeait à déployer les plus fines stratégies diplomatiques pour faire venir au plus vite l'infante à Vienne. En plus de son ambassadeur ordinaire, le comte de Pötting, Léopold envoya à Madrid le baron de Lisola comme ambassadeur extraordinaire pour négocier cette union, un renfort diplomatique auquel vint se rajouter le comte de Harrach comme agent temporaire en octobre 1665.
Madrid avança que, si les noces de l'empereur et de l'infante avaient été retardée, c'est qu'il fallait résoudre des problèmes plus urgents en ce début de régence, cependant, la raison de fond demeurait la succession, il fallait attendre prudemment que le petit roi montre des indices qui prouveraient qu'il était suffisamment solide pour survivre à l'enfance.

### Les noces de l'infante

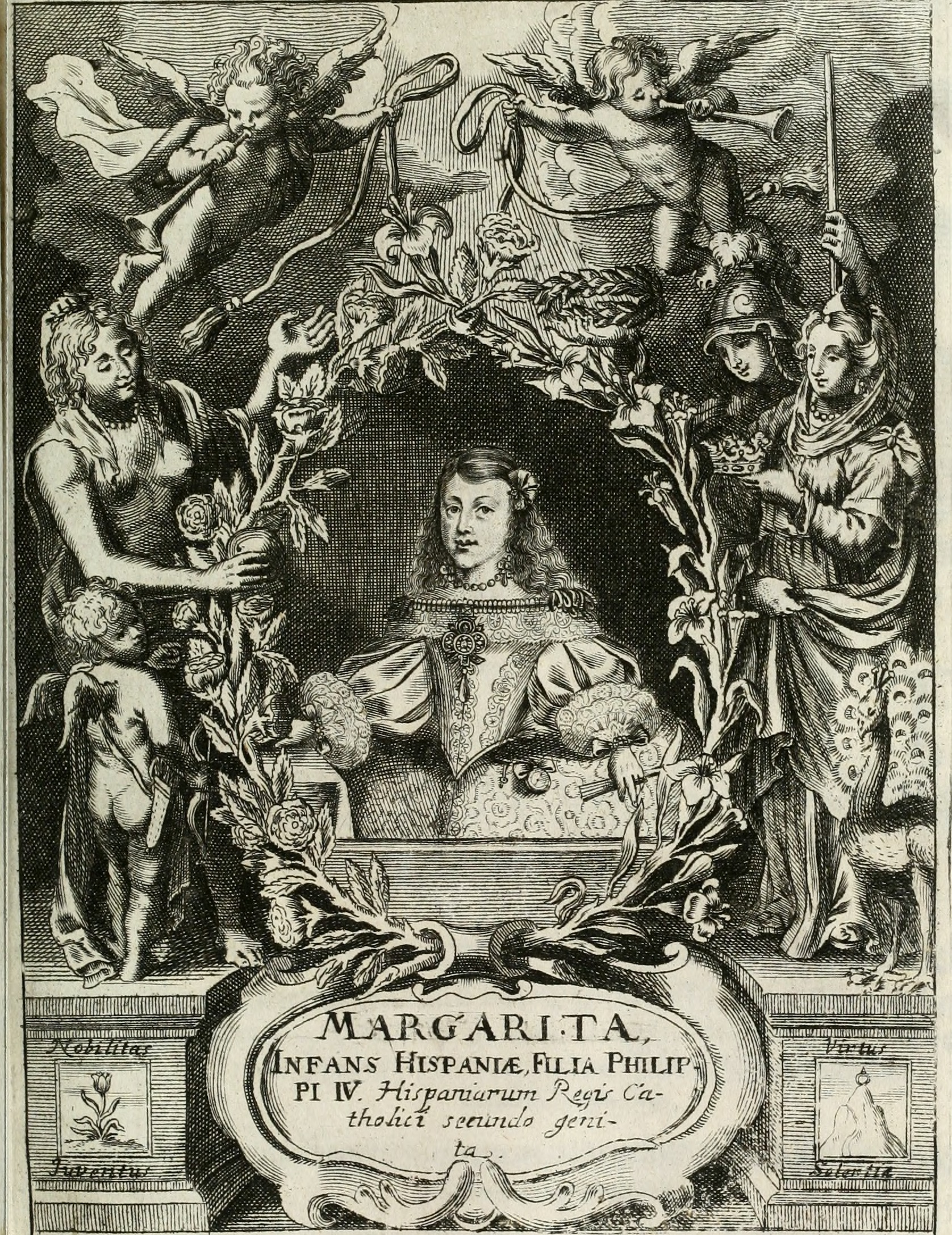
Un dépliant daté de 1666 faisant la promotion de l'infante Marguerite, la future épouse de son oncle l'empereur Léopold

Finalement, les noces furent célébrées par procuration le jour de Pâques, le 25 avril 1666 à la cour de Madrid. Le duc de Medinaceli représentait l'empereur, le roi Charles II d'Espagne, frère de la nouvelle impératrice, âgé de 5 ans, la reine-mère Marie-Anne, qui était déjà sa cousine germaine, devenait la belle-sœur de sa fille étaient présents, ainsi que le comte de Pötting, ambassadeur impérial les Grands. Le duc d'Alburquerque fut désigné comme grand camérier pour le voyage jusqu'en Allemagne de l'impératrice-infante.
L'impératrice-infante et sa suite partirent de Madrid le 28 avril pour se rendre à Dénia, où, après un repos de quelques jours, ils embarquèrent sur les bateaux de l'armada royale, qu'escortaient les galères de l'ordre de Saint-Jean de Jérusalem et celles du grand duc de Toscane le 16 juillet.
L'Armada se dirigea ensuite vers Barcelone, où elle arriva le 18 juillet, accompagnée de 27 galères, et elle fut reçue par de grandes festivités tout le temps qu'elle demeura à la cité comtale. La jeune impératrice se sentit légèrement indisposée, ce qui retarda le départ jusqu'au 10 août, où elle embarqua de nouveau, direction finale où elle arriva le 20 août et fut reçue par don Luis Guzmán Ponce de León, gouverneur de l'État de Milan alors possession Espagnole. Le cortège reprit la route le 1er septembre et parvint à Milan le 11 du même mois, bien que l'entrée triomphale dans la ville ne se fît que le 15.
Le 24 septembre, le cortège quitta la capitale Lombarde et prit la route de Venise. Le 8 octobre, on fit étape à Roveredo, où le duc d'Alburquerque, au nom du roi et de la reine gouverneur présenta à l'impératrice le prince de Dietrichstein et le cardinal Harrach, évêque de Trente. L'impératrice-infante y demeura pendant près d'un mois.
Le 20 octobre, le nouveau cortège, parti de Roveredo, entra en territoire Autrichien. Il traversa le Tyrol, passa par la Carinthie et la Styrie, et arriva le 25 novembre à Schott-Wien, à douze lieues de Vienne, où l'empereur Léopold Ier du Saint-Empire vint à la rencontre de son épouse.

## A la Cour de Vienne

### Débuts festifs

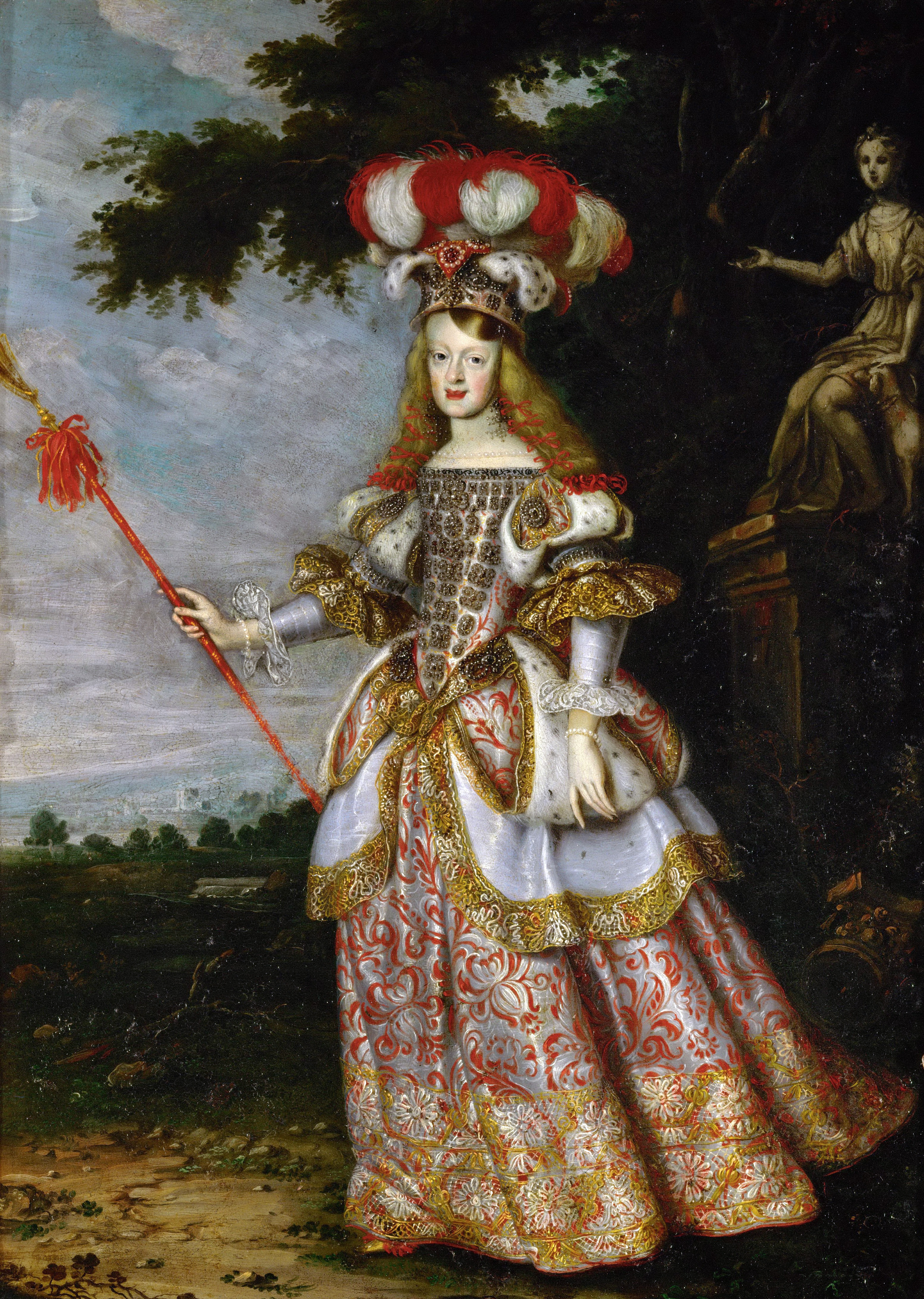
L'infante Marguerite-Thérèse en robe de théâtre

L'entrée officielle à Vienne eut finalement lieu le 5 décembre. Les festivités qui eurent lieu dans la capitale autrichienne pour célébrer le mariage impérial furent parmi les plus splendides de l'époque baroque et ont duré pendant plus de deux ans.
L'Empereur ordonna la construction d'un théâtre en plein air près de l'actuel Burggarten, d'une capacité de 5 000 personnes. Pour l'anniversaire de Marguerite en juillet 1668, le théâtre a accueilli la première de l'opéra Il pomo d'oro (La pomme d'or). Composé par Antonio Cesti, l'opéra a été qualifié de « mise en scène du siècle » par les contemporains en raison de sa magnificence et de sa dépense. L'année précédente, l'Empereur donna un ballet équestre où il monta personnellement sur son cheval, Speranza ; en raison d'adaptations techniques, le ballet donne aux spectateurs l'impression que des chevaux et des voitures planent dans les airs.
Malgré la différence d'âge, l'apparence peu attrayante de Léopold Ier et la santé fragile de Marguerite le mariage est heureux. L'Impératrice appelait toujours son mari « Uncle » et il la surnommait « Gretl ». Le couple avait de nombreux intérêts communs, surtout dans l'art et la musique.

### Des grossesses difficiles
Le premier fils de Léopold Ier et Marguerite-Thérèse est né le 28 septembre 1667 : un garçon et donc héritier du trône. La nouvelle est immédiatement divulguée dans toutes les principales cours européennes et deux jours plus tard, l'archevêque de Vienne, lors d'une cérémonie solennelle, baptise le nouveau-né Ferdinand Wenceslas; le parrain est son oncle Charles II, la marraine l'impératrice-veuve Éléonore de Nevers-Mantoue. La naissance de l'archiduc d'Autriche est célébrée dans tout l'empire, ainsi qu'à Rome et à Florence, villes étroitement liées aux Habsbourg. Mais le 13 janvier 1668 Ferdinand mourut, avant même d'avoir quatre mois.
Le 18 janvier 1669, l'impératrice accouche pour la deuxième fois, donnant naissance à une fille, Marie-Antoinette d'Autriche. Bien que de constitution fragile, Marie-Antoinette sera la seule de ses enfants à atteindre l'âge adulte. Cependant, la naissance d'une fille ne pouvait combler le vide laissé par la mort de Ferdinand et c'est pourquoi le couple impérial, souhaitant avoir un héritier mâle, fit un pèlerinage à Marienbad en mai de la même année. En août, la nouvelle grossesse de l'impératrice est officiellement annoncée: elle accouche le 20 février 1670 et l'héritier tant attendu était né. Mais, très faible à la naissance, Jean-Léopold est aussitôt baptisé par la sage-femme et ne meurt qu'un quart d'heure plus tard.
La consanguinité excessive entre l'empereur et l'impératrice ne leur permettait évidemment pas d'avoir des enfants sains. Défiant les lois de la génétique (bien qu'inconnues scientifiquement, il était désormais clair qu'elles étaient le problème du couple impérial), Léopold Ier et son épouse se fièrent de plus en plus à leur profonde dévotion et en 1670 effectuèrent un nouveau pèlerinage en Styrie pour souhaiter la naissance d'un autre enfant. De nouveau enceinte, l'impératrice fait une fausse couche à l'été de la même année, ce qui la plonge dans le désespoir.
Marguerite-Thérèse s'affaiblit, sa santé est fragile et son teint délicat: les grossesses rapprochées nombreuses et difficiles ne font qu'aggraver son état. En 1670, elle souffrit d'une toux persistante pendant plusieurs mois, jusqu'à ce qu'une tumeur apparaisse dans sa gorge. Une dame de la reine de France Marie-Thérèse d'Autriche, demi-sœur de l'impératrice, en visite à Vienne, a décrit l'impératrice malade en ces termes : « Une personne pâle et blonde, aux cheveux magnifiques, aux yeux doux et au nez bien fait, son visage est un peu allongé, aux joues tombantes, comme la plupart des princesses de cette maison l'ont. Sa silhouette a été peu développée, au point qu'elle est restée vraiment minuscule, et le résultat malheureux d'un accouchement lui a fait enfler la gorge, qu'aucune compétence des médecins n'a encore réussi à réduire ».
En raison de l'inaccessibilité et de l'arrogance du cercle espagnol de la jeune impératrice, un parti anti-espagnol se forme bientôt à la cour de Vienne, hostile à Marguerite-Thérèse et espérant ouvertement sa mort rapide, afin d'ouvrir la voie à un second mariage de l'Empereur et avec le souhait de la naissance d'un héritier du trône. Cette situation a aggravé la condition de la jeune femme, déjà fragilisée par les nombreuses grossesses. De plus, Marguerite-Thérèse reste très attaché à ses origines espagnoles et ne connait quasiment aucun mot d'allemand.
Face au climat de désespoir général qui régnait à la cour, l'impératrice se réfugie alors dans la religion. Elle demande alors à Léopold Ier de chasser tous les juifs de Vienne, car ils sont selon elle responsables de sa fausse couche.
En février 1671, Marguerite-Thérèse fait une nouvelle fausse couche. Au cours de l'année, elle redevint enceinte et à partir de novembre, en vue de la future naissance, des messes solennelles furent célébrées dans toutes les églises. Le 9 février 1672, l'impératrice accouche pour la quatrième fois: encore une fille, qui est nommée Marie-Anne. La petite fille, cependant, était, comme ses frères, extrêmement délicate et meurt au bout de quelques jours. Marguerite-Thérèse souffre beaucoup de cette disparition, car il semble de plus en plus évident qu'elle est incapable de donner naissance à des enfants capables de survivre à la petite enfance.

### Décès

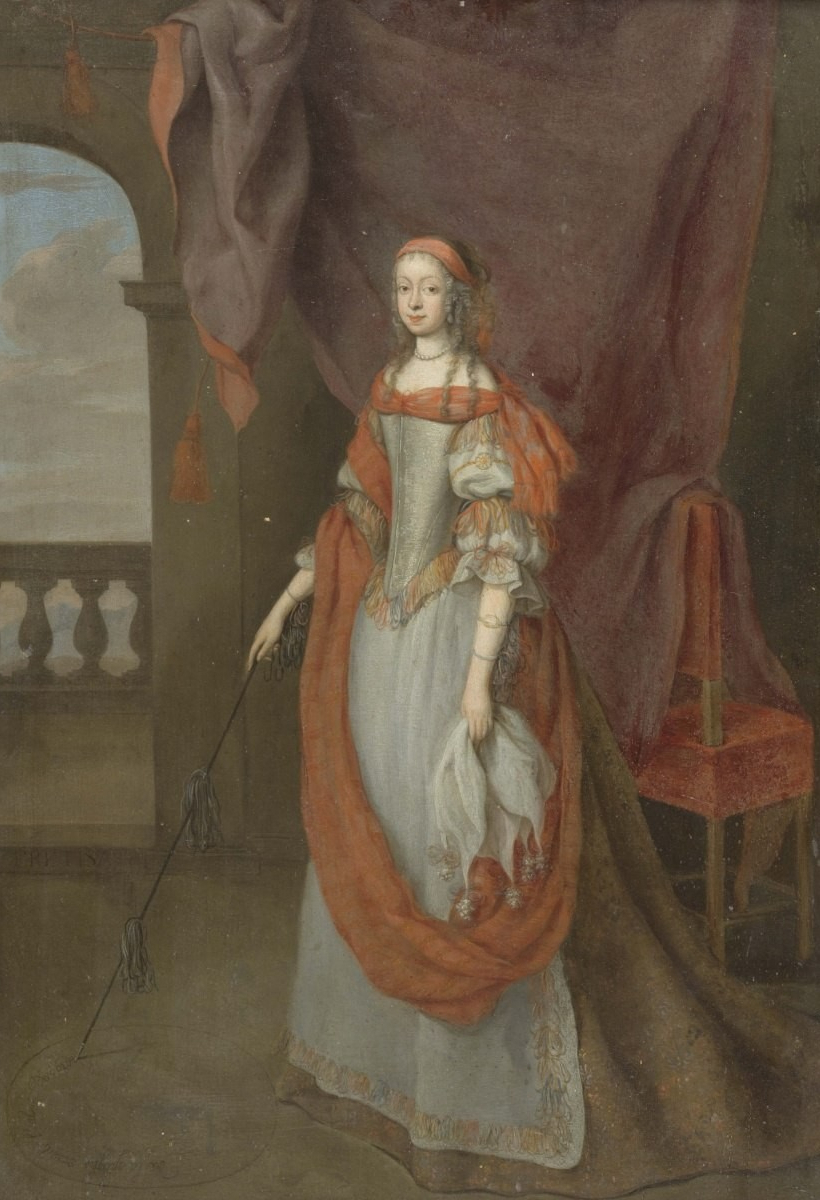
L'impératrice Marguerite-Thérèse, peu avant sa mort

En août de la même année, l'impératrice est à nouveau enceinte, mais son état de santé n'est pas bon. En janvier 1673, elle perd du sang et craint une nouvelle fausse couche. Au carnaval du Mardi gras, il semble cependant que Marguerite s'est bien rétablie et participe avec joie aux nombreuses célébrations d'avant-carême, mais quelques semaines plus tard, elle est de nouveau alitée, souffrant de mucosités persistantes : les médecins craignent que sa gorge ne se bouche.
Le 12 mars 1673, l'impératrice Marguerite meurt à l'âge de vingt et un ans, laissant l'empereur Léopold Ier dans la plus profonde consternation. Dans une lettre d'un médecin de la cour, on peut lire que l'impératrice est décédée des suites d'une congestion pulmonaire, causée par l'accumulation de mucosités hémorragiques que Marguerite-Thérèse n'était plus capable d'expulser à cause de sa tumeur.
L'empereur Léopold, sincèrement amoureux de sa femme, fut néanmoins contraint par raison d'État de contracter immédiatement un nouveau mariage, puisqu'il n'avait pas encore d'héritier : « En vérité j'aurais préféré attendre la fin de la première année de deuil, mais moi c'est permis[pas clair], j'ai donc, selon la justice, fait passer le bien public avant ma douleur personnelle ». Lors des préparatifs du mariage avec l'archiduchesse Claude-Félicité d'Autriche, Léopold Ier est allé prier dans la Crypte des Capucins et devant la tombe de Marguerite-Thérèse il s'est exclamé : « Ah non tel, qua mea unica Margarita » (Ah personne n'est égal à mon unique Marguerite). Mais Claude-Félicité ne réussit à donner à l'empereur que deux petites filles qui moururent dans le berceau. Elle meurt elle aussi peu après et Léopold décide d'épouser Éléonore de Neubourg, qui lui donnera dix enfants, dont six atteignent l'âge adulte (dont deux garçons).
Avec la mort de Marguerite-Thérèse, Léopold Ier fit siennes les prétentions de sa défunte épouse à l'héritage espagnol. Contrairement à sa demi-sœur Marie-Thérèse d'Autriche, épouse de Louis XIV, qui avait été contrainte de renoncer à ses prétentions au trône d'Espagne, Marguerite-Thérèse a conservé ses droits, permettant ainsi aux Autrichiens de fonder leurs prétentions dans la Guerre de Succession d'Espagne qui s'ensuivit. Dans les années précédant la mort de Charles II, qui n'a pas de descendant, il y avait trois prétendants à son trône : Philippe V, petit-fils du Roi Soleil et de la reine Marie-Thérèse, Charles VI, fils de troisième lit de Léopold I et Éléonore de Neubourg, et Joseph-Ferdinand de Bavière, fils de l'électeur Maximilien-Emmanuel de Bavière et de Marie-Antoinette d'Autriche, la seule fille survivante de Marguerite-Thérèse. Selon la volonté de Philippe IV, ce dernier était l'héritier désigné du trône après son oncle Charles II, en tant que descendant direct de l'infante Marguerite-Thérèse, et fut donc officiellement nommé prince des Asturies. Mais il meurt avant Charles II et ne put empêcher le déclenchement des hostilités entre la France et l'Autriche à la mort du dernier Habsbourg d'Espagne. Ce fut finalement Philippe V, petit-fils de Marie-Thérèse d'Autriche, qui héritera du trône espagnol.

## Descendance

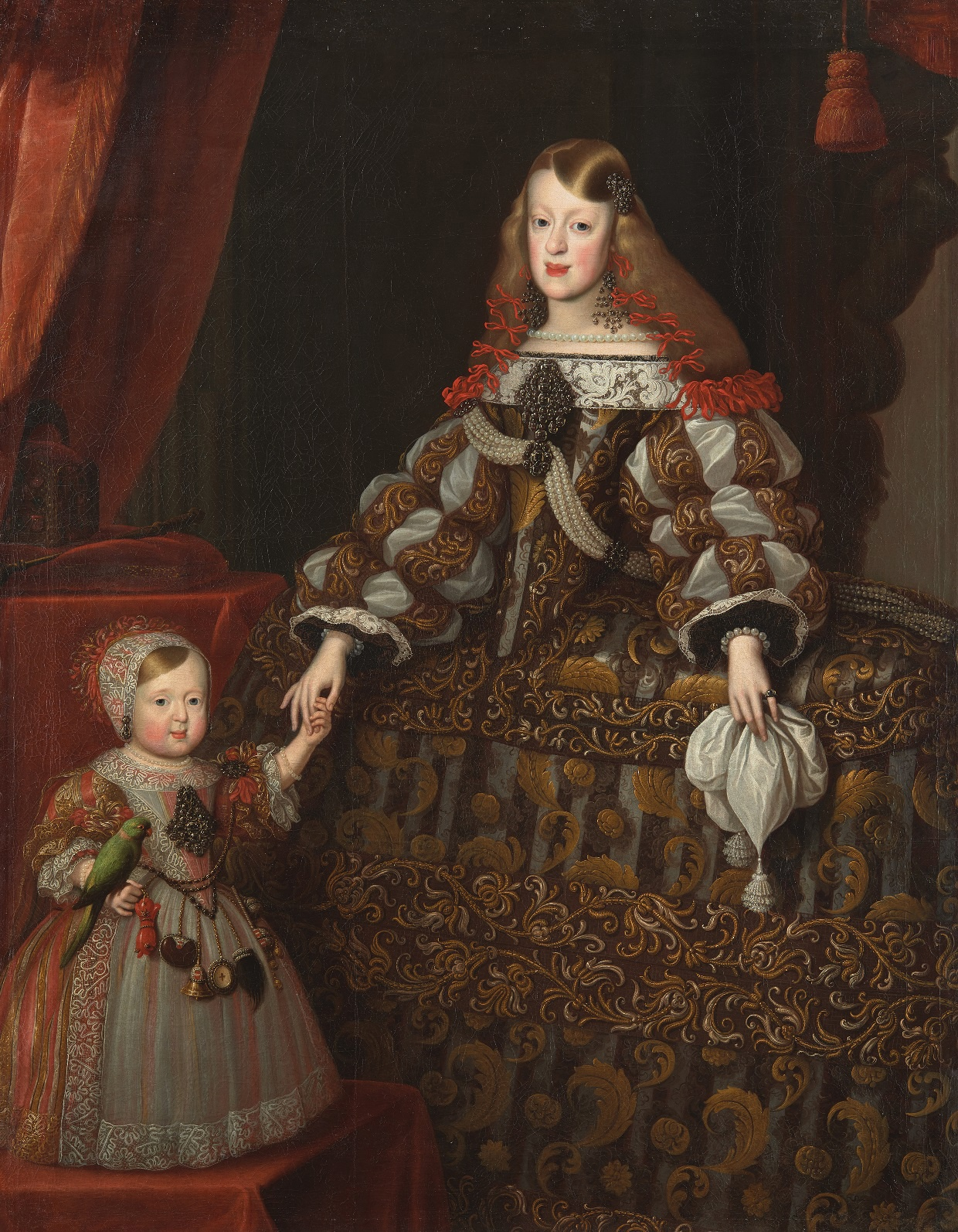
Marguerite-Thérèse en 1670, avec Marie-Antoinette, son seul enfant qui atteindra l'âge adulte

Marguerite-Thérèse et Léopold I ont eu en seulement six années de mariage quatre enfants:
- Ferdinand Wenceslas (1667-1668)
- Marie-Antoinette d'Autriche (1669-1692)
- Jean-Léopold (1670)
- Fausse couche (été 1670)
- Fausse couche (février 1671)
- Marie-Anne (1672)
- Fausse couche (février 1673)

Des quatre enfants qu'elle donna à l'empereur  seule l'archiduchesse Marie-Antoinette, née en 1669, survivra. Cela fit d'elle l'héritière de la couronne d'Espagne car son oncle n'avait pas d'enfants. Elle épousera en 1685 l'électeur de Bavière, Maximilien-Emmanuel de Bavière à qui elle donnera trois fils dont Joseph-Ferdinand qui sera déclaré héritier du trône espagnol en 1698. « Le plus fort en droit, le plus faible en puissance » écrira dans son journal le duc de Saint-Simon.
Le petit prince mourra dès l'année suivante à l'âge de sept ans en 1699. Les cours européennes parleront sans savoir d'une mort criminelle mais spéculeront derechef sur la dévolution du trône Espagnol.

## Apparition dans l'art
Bien qu'elle soit morte assez jeune, l'infante est restée célèbre en raison des multiples portraits réalisés notamment par Diego Vélasquez. Elle est ainsi le personnage central des célèbres Ménines. Promise au chef de la branche Autrichienne, l'empereur Léopold Ier du Saint-Empire, ces portraits de Marguerite-Thérèse d'Autriche sont réalisés à deux ou trois ans d'intervalle et étaient régulièrement envoyés à Vienne par la cour d'Espagne accompagnés de lettres dans lesquelles l'émissaire impérial décrit la bonne conduite et la personnalité de l'enfant. Ces tableaux, en particulier le remarquable Portrait de l'infante Marguerite-Thérèse de 1659, sont aujourd'hui emblématiques du mouvement baroque.
Le jeune infante apparait également et très brièvement dans la comédie française de Gérard Oury La Folie des grandeurs. Convoitée par l'ignoble et intrigant premier ministre Don Salluste (campé par Louis de Funès), la petite princesse, qui méprise ce fiancé vieux, hypocrite et ambitieux, lui tire en passant deux fois la langue.

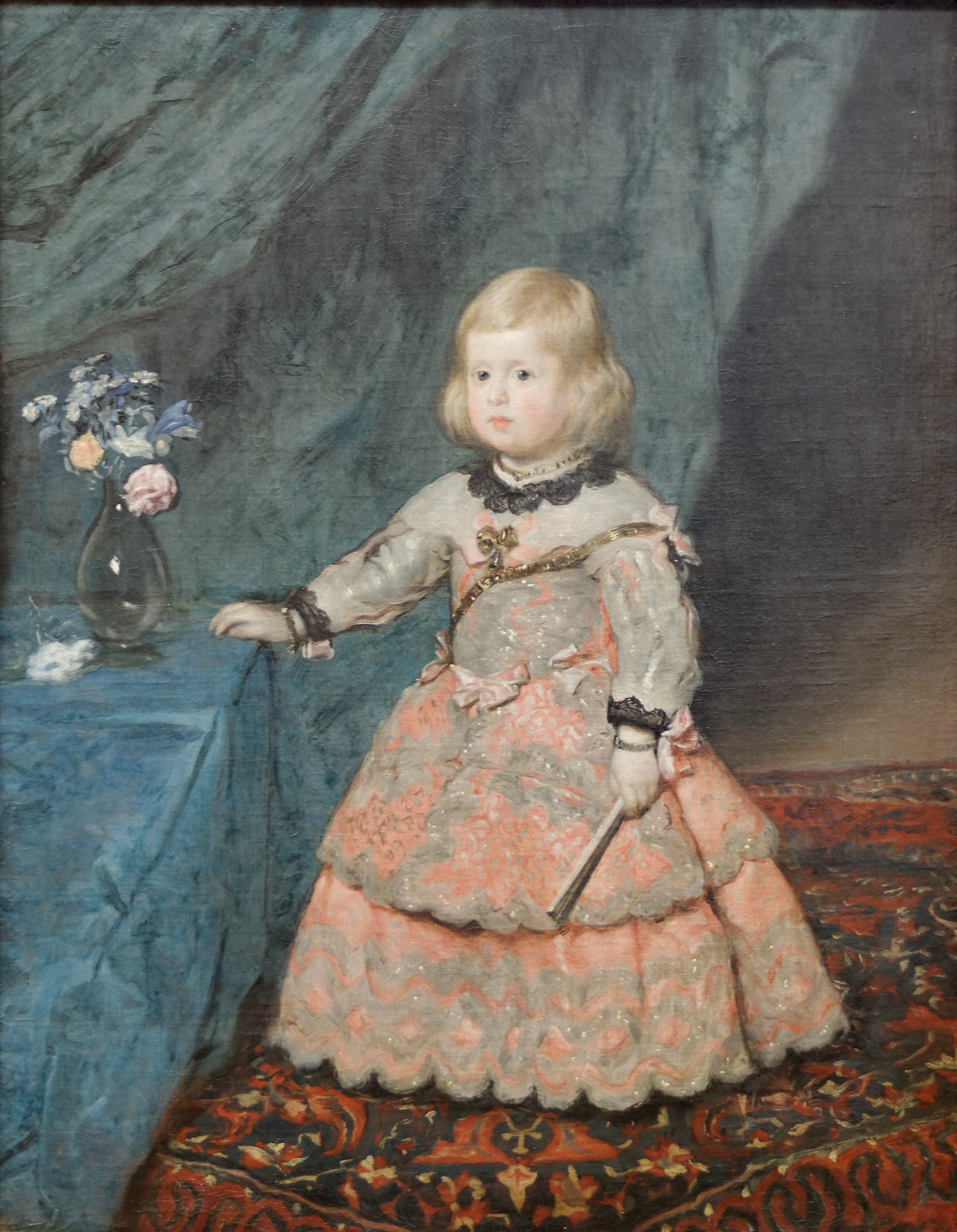
L'infante Marguerite-Thérèse à 3 ans (1654) Musée d'histoire de l'art, Vienne
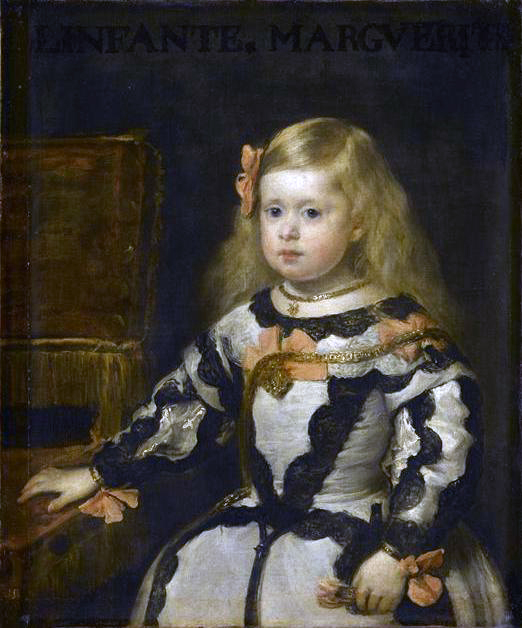
À 4 ans (1655) Musée du Louvre, Paris
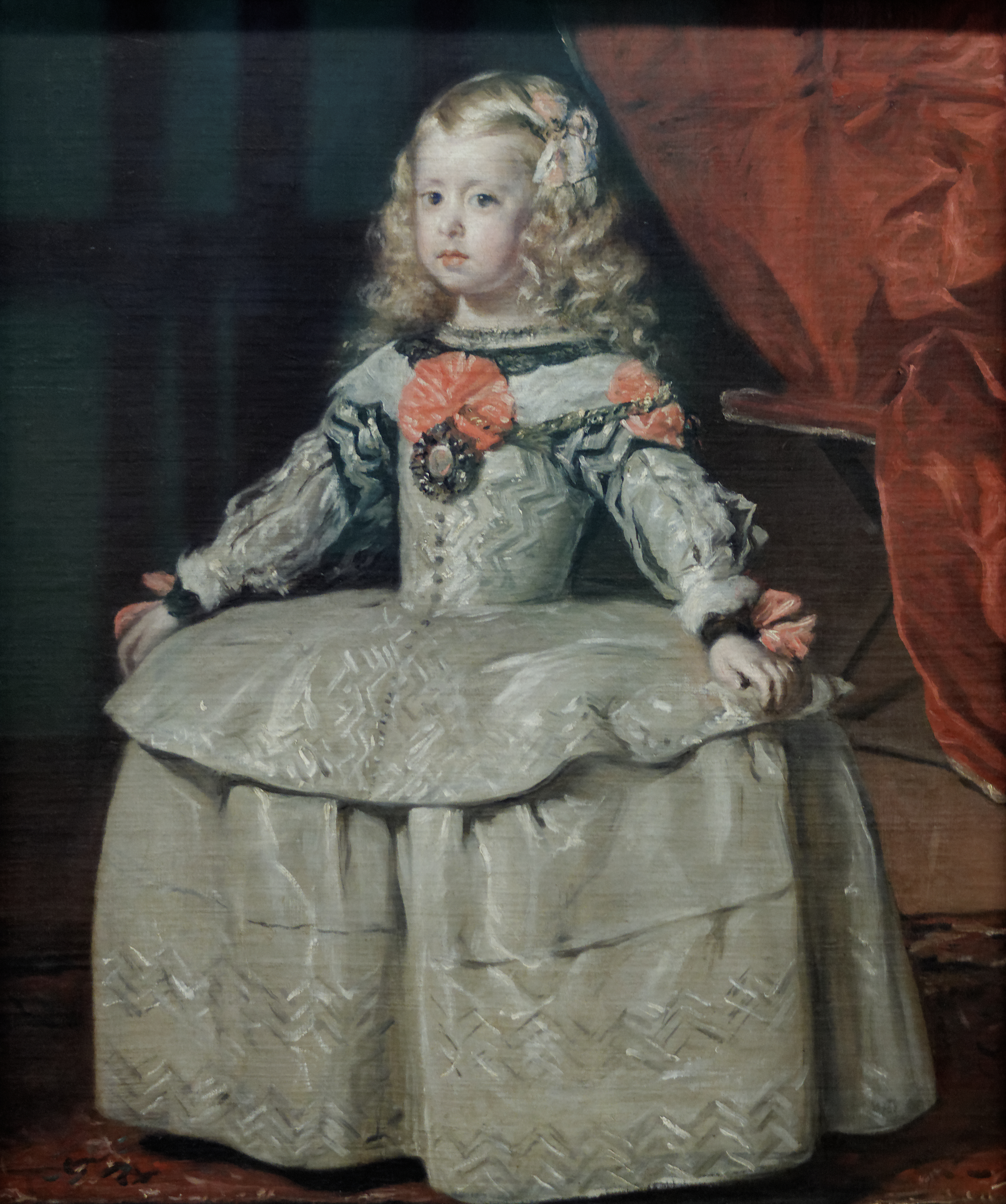
À 5 ans (1656) Musée d'histoire de l'art, Vienne
Les Ménines (1656). Musée du Prado, Madrid
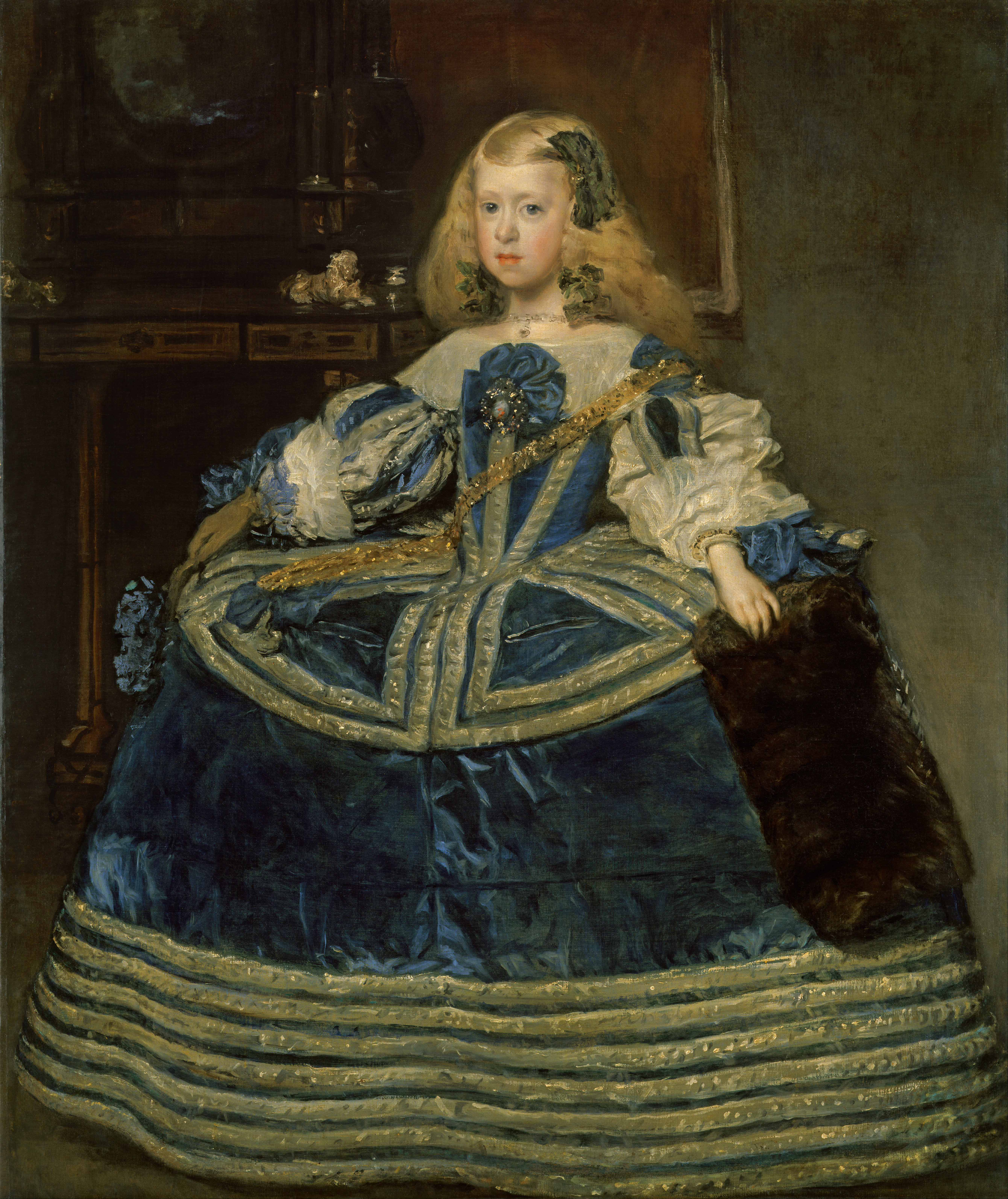
L'infante Marguerite-Thérèse en robe bleue
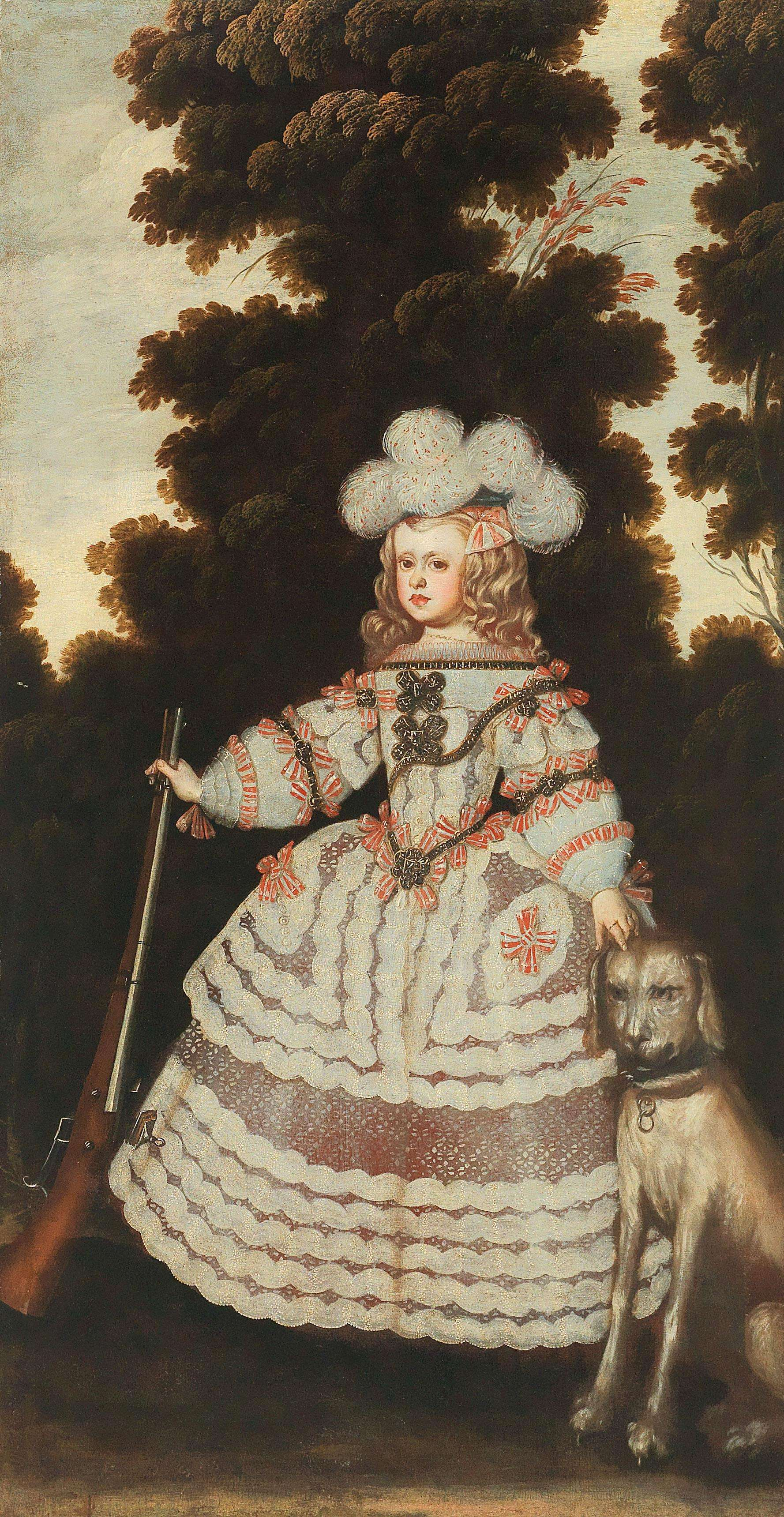
Marguerite-Thérèse d'Autriche en tenue de chasse par une école espagnole
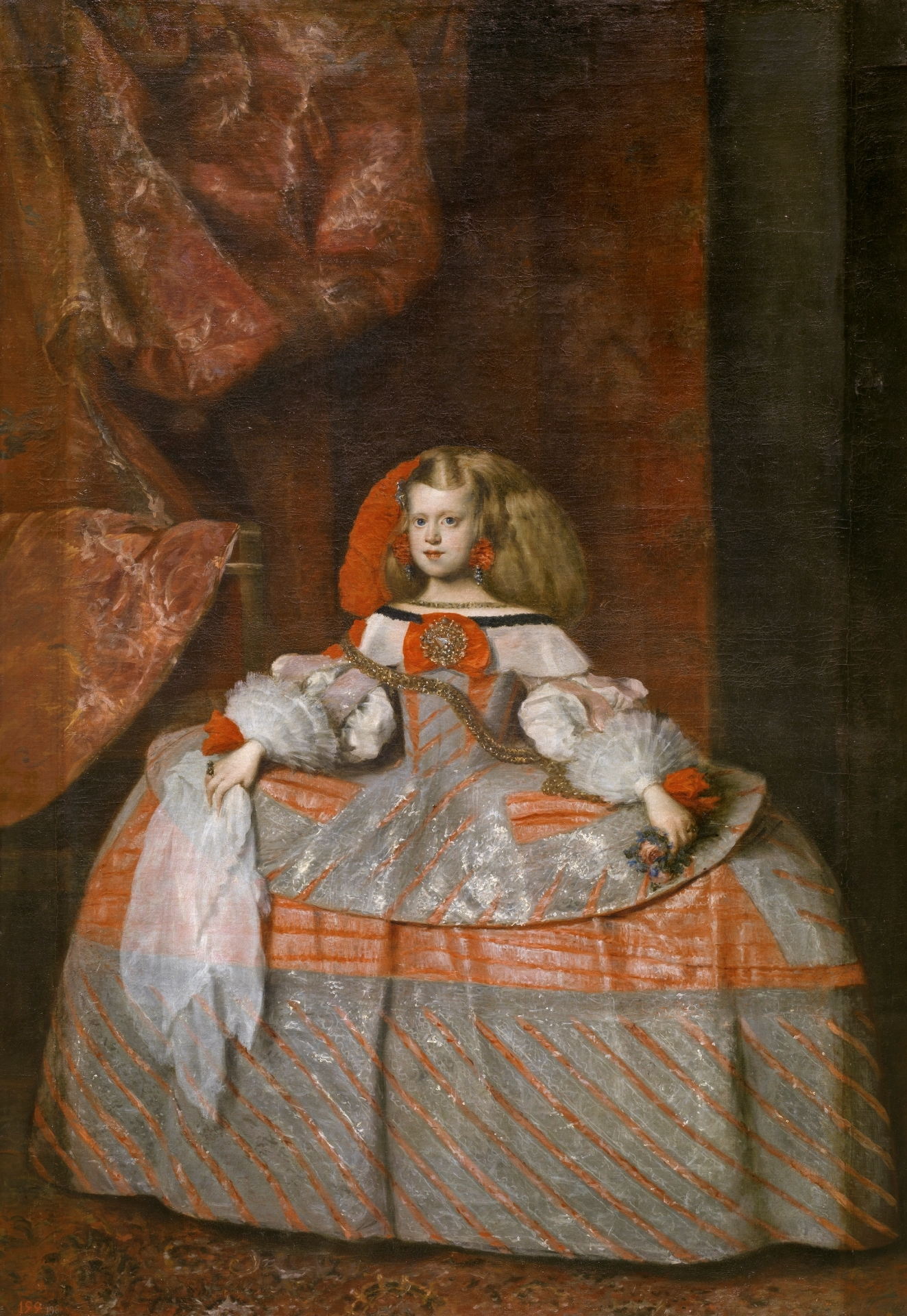
Portrait de l'infante Marguerite-Thérèse à l'âge de 8 ans, (1659)